# Canredondo
Canredondo település Spanyolországban, Guadalajara tartományban. Canredondo Abánades, Sacecorbo, Cifuentes, Torremocha del Campo és Torrecuadradilla községekkel határos. Lakosainak száma 81 fő (2024).

## Népesség
A település népessége az utóbbi években az alábbiak szerint változott:
| Lakosok száma | 104  | 113  | 104  | 102  | 109  | 93   | 76   | 67   | 76   | 81   |
|               | 2001 | 2004 | 2006 | 2009 | 2011 | 2014 | 2016 | 2019 | 2021 | 2024 |